# Felicity Lott
Pour les articles homonymes, voir Lott.
Dame Felicity Lott, née le 8 mai 1947 à Cheltenham, est une soprano anglaise, francophone.

## Éducation
Elle pratique la musique dès son plus jeune âge, commençant le piano à cinq ans. Elle apprend aussi le violon, et prend ses premiers cours de chant à douze ans. Étudiante au college de Royal Holloway (Université de Londres), elle obtient une maîtrise (BA) de français et de latin en 1969. Durant son année passée en France comme assistante d'anglais, dans le cadre de ses études, elle prend des cours de chant au conservatoire de Grenoble. Elle obtient ensuite un premier prix de la Royal Academy of Music.

## Carrière
Elle fait ses débuts en 1974 à l'English National Opera dans Tolomeo de Haendel, puis comme Pamina dans La Flûte enchantée de Mozart en 1975. Elle est spécialiste des rôles de Strauss comme la Comtesse de Capriccio, la Maréchale du Chevalier à la Rose, comme Yum-Yum dans Mikado de Arthur Sullivan, ou comme la Grande Duchesse dans La Grande-duchesse de Gérolstein de Jacques Offenbach. C'est aussi une célèbre interprète de mélodies françaises, notamment de Claude Debussy, avec les Ariettes oubliées, de Charles Gounod, Reynaldo Hahn avec Mon bel inconnu, Francis Poulenc, Henri Duparc, ou encore Les Nuits d'été d'Hector Berlioz, le Poème de l'amour et de la mer d'Ernest Chausson, qu'elle rend avec une voix lumineuse et une superbe diction française. Elle a d'ailleurs participé aux intégrales enregistrées des mélodies d'Emmanuel Chabrier, Francis Poulenc et de Gabriel Fauré, mais elle est tout autant réputée dans le répertoire des lieder allemands, en particulier Hugo Wolf.
Elle est un membre fondateur du Songmakers' Almanac.
Son accompagnateur favori au piano depuis sa vie étudiante est Graham Johnson. Ils ont donné ensemble de très nombreux récitals.
Depuis quelques années, elle collabore avec la formation du Quatuor Schumann, constitué de musiciens réputés comme Tedi Papavrami, Christoph Schiller, François Guye et Christian Favre. Ensemble, ils ont enregistré un disque avec des œuvres de Mahler et Wagner.

## Distinctions
En 1996, elle a été anoblie par la reine du Royaume-Uni pour sa carrière artistique.
Elle a été nommée chevalier des Arts et des Lettres en 1990 et chevalier de la Légion d'honneur en 2001.
Elle a reçu le titre de Bayerische Kammersängerin en 2003.
Elle a reçu le 27 octobre 2010, à la Sorbonne, le titre de docteur honoris causa de l'université Paris-Sorbonne.

## Discographie
- Te Deum H 146 de Marc-Antoine Charpentier, Choir of King's College Cambridge, Academy of St. Martin-in-the-Field, Philip Ledger, conductor, LP Emi 1978 report CD 1989
- Mélodies sur des poèmes de Victor Hugo, Graham Johnson, piano, CD Harmonia Mundi, 1985
- Mélodies sur des poèmes de Charles Baudelaire, Graham Johnson, piano, CD Harmonia Mundi, 1987
- Les Noces de Figaro : 1988
- Dialogues des Carmélites : 1990
- Cosi fan tutte : 1993
- Don Giovanni : 1995
- Peter Grimes : 1992
- The Turn of the Screw : 1993
- Capriccio : 1999
- La Belle Hélène : 2000
- La Voix humaine : 2001
- La Grande-duchesse de Gérolstein : 2004
- Fallen Women and Virtuous Wives : 2005